# Вице-адмирал Буриличев (судно)
«Ви́це-адмира́л Бури́личев» — океанографическое исследовательское судно, строится по проекту 22011 ЦМКБ «Алмаз». Заложен на Выборгском судостроительном заводе 8 февраля 2021 года.

## Общие сведения
Судно названо в честь бывшего начальника Главного управления глубоководных исследований Министерства обороны Российской Федерации Героя Российской Федерации вице-адмирала А. В. Буриличева.
Строится по проекту 22011, разработанному Центральным морским конструкторским бюро «Алмаз». Проект 22011 является дальнейшим развитием проекта 22010, по которому для ГУГИ на Прибалтийском судостроительном заводе «Янтарь» построено ОИС «Янтарь», переданное Минобороны в 2015 году и достраивается второе судно «Алмаз», заложенное в 2016 году.